# 西梅爾基
48°45′21″N 22°34′20″E / 48.75583°N 22.57222°E
西梅爾基（烏克蘭語：Сімерки）是位於烏克蘭西部外喀爾巴阡州裏烏日霍羅德區的村莊，面積3.24平方公里，海拔高度198米，2001年人口956，人口密度每平方公里295.2人。